# Henry Darcy
Henry Philibert Gaspard Darcy (Dijon, Francia, 10 de junio de 1803-París, 2 de enero de 1858), más conocido como Darcy, fue un hidráulico francés. Graduado como ingeniero de Puentes y Caminos es uno de los pioneros modernos en el abastecimiento de agua potable. Ha tenido un papel importante en el desarrollo de su ciudad natal.
Entre 1834 y 1840 se ocupa directamente, por encargo de la municipalidad de Dijon, del diseño y construcción del sistema de abastecimiento de agua potable a la ciudad, construyendo una línea de aducción subterránea de 12 km de longitud concebida por él. En 1847, el agua entubada llega a todos los pisos de todos los edificios de Dijon, transformando así a esta ciudad en la segunda ciudad europea en lo que se refiere a abastecimiento de agua, después de Roma.
Darcy contribuye también a la llegada del tren a Dijon.
En 1856, publica un tratado sobre las fuentes públicas de Dijon, en el cual aparece la fórmula que desde entonces lleva su nombre. De esta fórmula se deduce una unidad de medida: un darcy, correspondiente a la permeabilidad de un cuerpo asimilable a un medio continuo e isótropo, a través del cual, un fluido homogéneo con viscosidad igual a la del agua a 20 °C se desplaza a la velocidad de 1 cm/s bajo un gradiente de presión de 1 atm/cm.
En 1857 publica otro tratado relacionado con sus investigaciones experimentales del movimiento del agua en tuberías.

## Obra
- henry Darcy. Les fontaines publiques de la ville de Dijon, Dijon, París 1856

- -----------------. Recherches expérimentales relatives au mouvement de l'eau dans les tuyaux. París, Imprimerie impériale, 1857 en línea

- -----------------. Note relative à quelques modifications à introduire dans le tube de Pitot. En: Annales des Ponts et Chaussées, 1858, p. 351-359en línea

- -----------------, henri Bazin. "Recherches hydrauliques entreprises par M. Henry Darcy continuées par M. Henri Bazin. 1ª parte. Recherches expérimentales sur l'écoulement de l'eau dans les canaux découverts," Paris, Imprimerie impériale, 1865en línea

- -----------------, ---------------. "Recherches hydrauliques entreprises par M. Henry Darcy continuées par M. Henri Bazin. 2ª parte. Recherches expérimentales relatives au remous et à la propagation des ondes," Paris, Imprimerie impériale, 1865